# Edgar Sewikjan
Edgar Martirossi Sewikjan (armenisch Էդգար Մարտիրոսի Սևիկյան, russisch Эдгар Мартиросович Севикян Edgar Martirossowitsch Sewikjan; * 8. August 2001 in Moskau) ist ein armenisch-russischer Fußballspieler.

## Karriere

### Verein
Sewikjan begann seine Karriere bei Lokomotive Moskau. Zur Saison 2017/18 wechselte er nach Spanien in die Akademie der UD Levante. Im Dezember 2019 stand er gegen SD Ejea erstmals im Kader der Zweitmannschaft von Levante. Sein Debüt für diese in der Segunda División B gab er im Januar 2020 gegen den CE Sabadell. Im selben Monat erzielte er bei einem 3:1-Sieg gegen Hércules Alicante auch sein erstes Tor in der dritthöchsten spanischen Spielklasse. Bis zum Saisonabbruch kam er zu acht Einsätzen für Atlético UD Levante.
Im Dezember 2020 debütierte Sewikjan bei seinem Kaderdebüt für die Profis in der Primera División, als er am zwölften Spieltag der Saison 2020/21 gegen den FC Getafe in der 83. Minute für Jorge de Frutos eingewechselt wurde. Dies blieb sein einziger Einsatz in der höchsten spanischen Spielklasse für Levante.
Zur Saison 2022/23 kehrte Sewikjan nach Russland zurück und wechselte zum FK Nischni Nowgorod. Für Nischni Nowgorod kam er in eineinhalb Jahren zu insgesamt 28 Einsätzen in der Premjer-Liga. Im Januar 2024 wechselte er nach Ungarn zu Ferencváros Budapest. Für Ferencváros kam er bis Saisonende zu zwölf Einsätzen in der Nemzeti Bajnokság, mit dem Team wurde er ungarischer Meister.
Im September 2024 kehrte Sewikjan leihweise nach Russland zurück und wechselte zu Lokomotive Moskau.

### Nationalmannschaft
Sewikjan durchlief seit 2016 sämtliche russische Jugendnationalauswahlen von der U-15 bis zur U-21. Im Oktober 2023 debütierte er in der EM-Qualifikation gegen Lettland dann aber für die armenische Nationalmannschaft.